# Fantastic Fest
Fantastic Fest is een jaarlijks filmfestival in Austin in de Amerikaanse staat  Texas. Het festival werd in 2005 opgericht door producenten Tim League, Harry Knowless, Paul Alvarado-Dykstra en Tim McCanlies.

## Geschiedenis
Het festival richt zich op horror-, sciencefiction-, fantasy- en actiegenres. Het wordt jaarlijks in september gehouden in Austin en wordt een week lang op acht schermen vertoond en biedt onderdak aan vele schrijvers, regisseurs en acteurs, zowel gevestigde als onbekende. Een opvallend kenmerk van dit festival is de opname van "geheime vertoningen". Bij deze vertoningen weet het publiek vaak niet welke film ze te zien krijgen.
In 2008 noemde het tijdschrift MovieMaker het festival "een van de 25 beste festivals van vandaag". In 2017 vermeldde dezelfde publicatie het in de lijst van de ‘25 beste filmfestivals ter wereld’.
In 2022 werd een online-exclusief programmagedeelte gecreëerd: Burnt Ends. In dit nieuwe segment wil Fantastic Fest 'de raarste, wildste en meest marginale films die er zijn' laten zien.